# Beilstein, Heilbronn
Beilstein (phát âm tiếng Đức: [ˈbaɪ̯lʃtaɪ̯n] ⓘ) là một thị trấn thuộc huyện Heilbronn, bang Baden-Württemberg miền nam nước Đức. Nơi đây cách Heilbronn 14 kilômét (9 mi) về phía đông nam. Đô thị này có diện tích 25,24 km², dân số thời điểm 31 tháng 12 năm 2020 là 6224 người.

## Danh sách thị trưởng
- Từ năm 2021: Barbara Schoenfeld
- 2012–2021: Patrick Holl
- 1987-2012: Günter Henzler [2]

## Địa phương kết nghĩa
- FRA Pontault-Combault, Seine-et-Marne, Pháp